# آلفا رومئو جی‌تی‌وی و اسپایدر
آلفارومئو جی‌تی‌وی و اسپایدر (Alfa Romeo GTV & Spider) خودرویی است که در سال‌های ۱۹۹۵ تا ۲۰۰۵ (GTV)/>۱۹۹۵–۲۰۰۶ (Spider)در میلان، ایتالیا، تورین، ایتالیا و پینینفارینا تولید شده‌است.
این خودرو در کلاس خودرو اسپورت قرار گرفته و طراحی آن خودروهای موتور جلو-محور جلو بوده است. سیستم جعبه‌دندهٔ آن ۶ دنده به صورت دستی است.

## نگارخانه

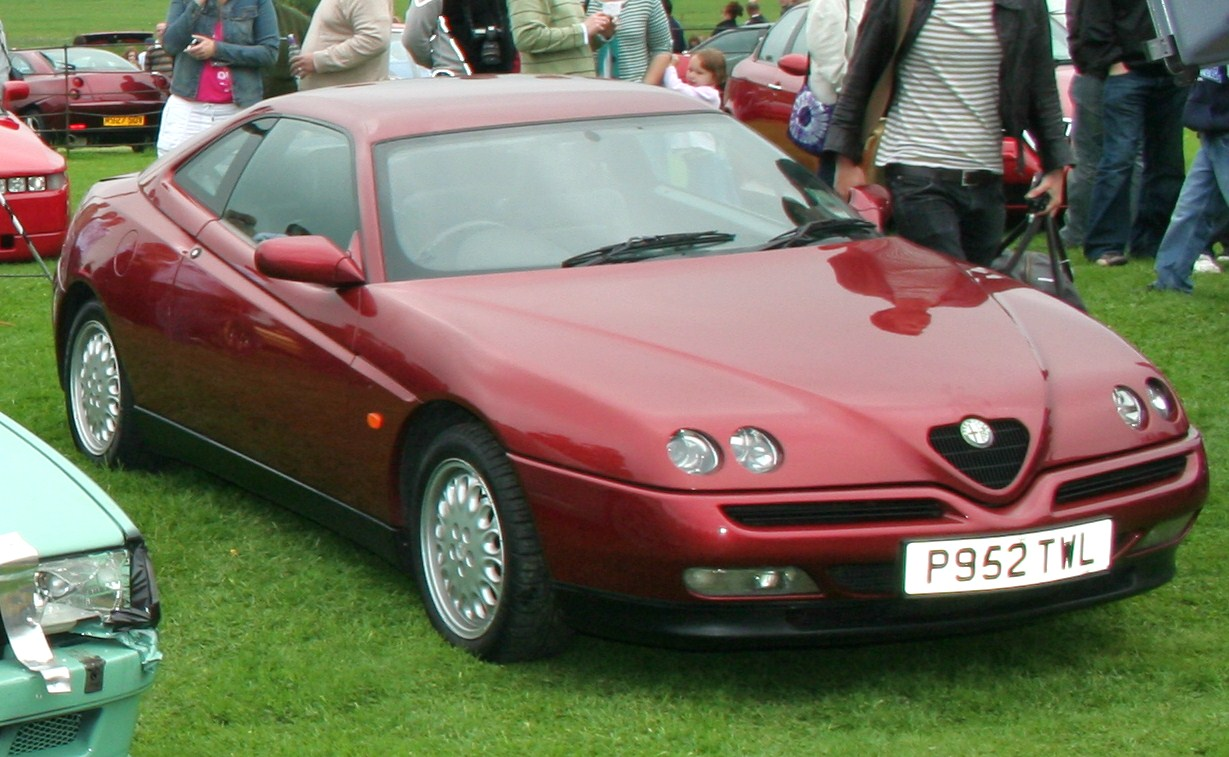
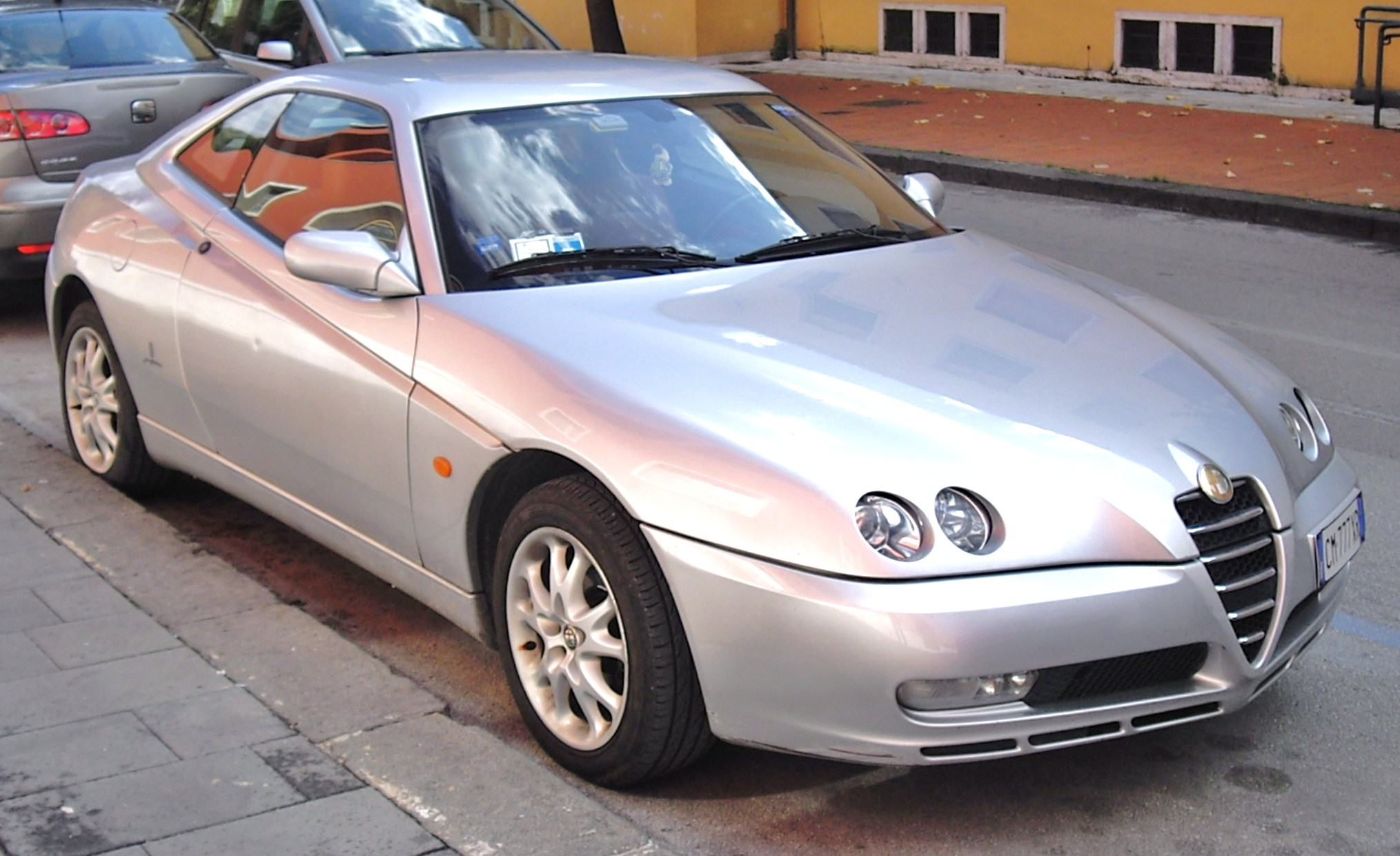